# Núcleo histórico de Játiva

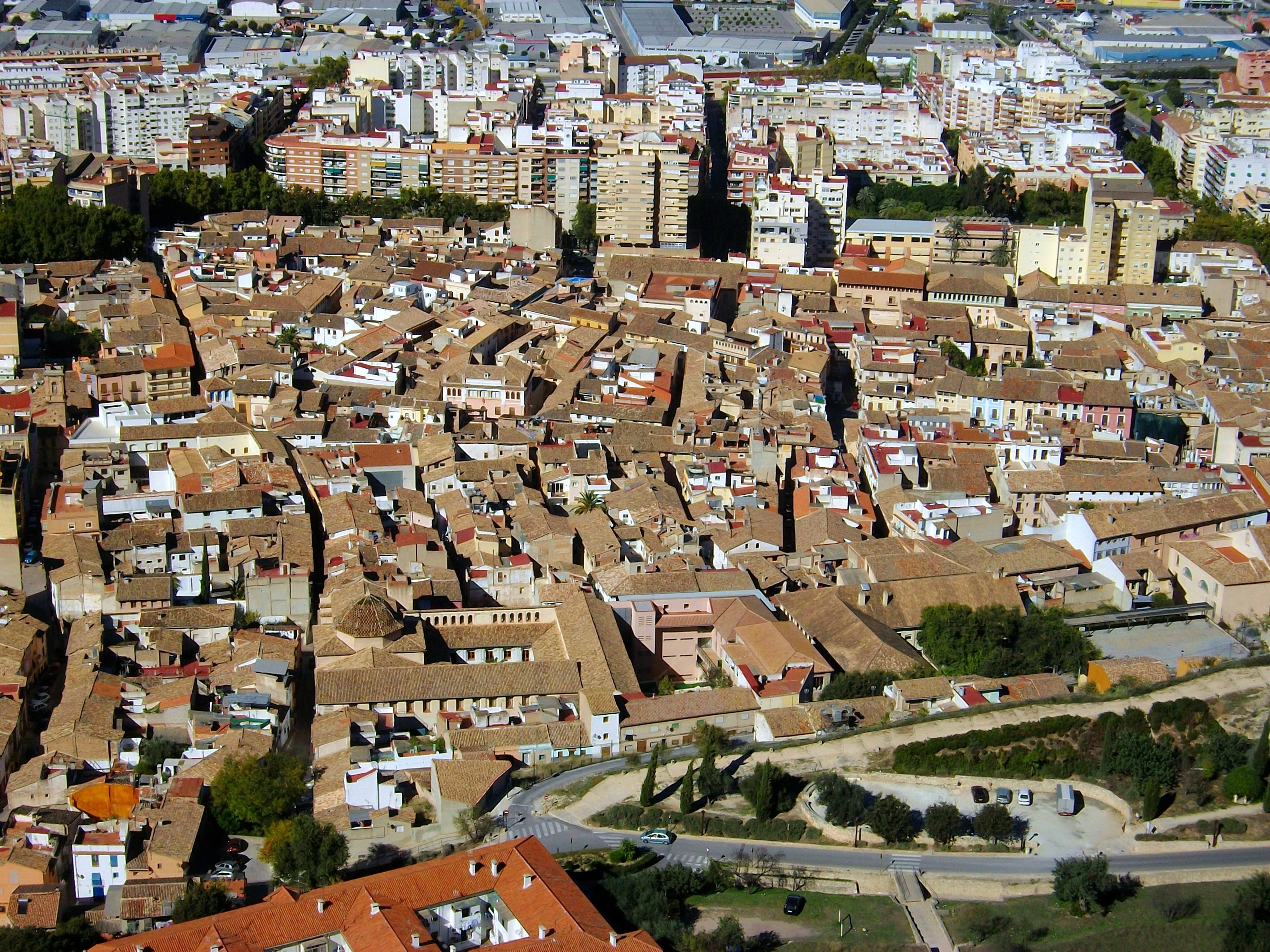
Játiva desde el Castillo

El Conjunto Histórico Artístico de la Ciudad de Játiva, en la comarca de La Costera, de la provincia de Valencia, está declarado Bien de interés cultural y tiene anotación ministerial número R-I-53-0000258, con fecha de disposición 25 de junio de 1982.

## Descripción histórico-artística
Játiva es una zona de poblamiento desde las épocas más tempranas de la existencia de vida humana en la península. Así, desde que el hombre de Neanderthal pobló los cercanos parajes naturales de la Cueva Negra (como muestran los restos arqueológicos allí hallados), durante su historia, Játiva fue habitada, sucesivamente, por todas y cada una de las civilizaciones que ocuparon la península ibérica.
Conocida como Sait cuando era la ciudad íbera más importante de la Contestania (los contestanos fueron uno de los pueblos ibéricos prerromanos de cultura más rica y variada, habitaron la península entre el siglo VI y el siglo I a. C., y terminó con la romanización, aunque sus vestigios han perdurado hasta hoy en día). En época romana se consolida el monte del castillo como recinto amurallado. También hay muestras del paso de los visigodos, como los restos encontrados bajo la Iglesia de San Félix.
De la época musulmana se pueden encontrar muchos vestigios, ya que en este momento se llevan a cabo muchas obras de infraestructura necesarias para la expansión de la ciudad y su desplazamiento a la zona más llana. Así, se lleva el agua de la Fuente de Bellús hacia la ciudad, mediante canalizaciones, lo cual a su vez repercute positivamente en el cultivo. Al aumentar el perímetro de la población, las murallas alcanzan su mayor extensión. También existe en este momento una red viaria que ha perdurado hasta nuestros días, y espacios destinados al comercio, administración política y económica, y religiosos que, posteriormente, fueron utilizados por los repobladores cristianos para levantar sus propios edificios. Tras la conquista cristiana los musulmanes son expulsados al arrabal extramuros, y en la ciudad se levantaron iglesias y órdenes religiosas levantaron conventos. Ya en el siglo XIV, con las guerras castellano-aragonesas, se produce un asedio del rey castellano Pedro I, el Cruel, que provocó el derribó del barrio de las Barreras y los conventos de San Francisco y Santa Clara. Nuevamente se amplió el recinto amurallado, adquiriendo su extensión definitiva. Por su parte, el castillo también evoluciona al compás que lo hace la ciudad, y así, en el siglo XV el castillo pasa a ser prisión del estado de la Corona de Aragón, estando allí presos nobles, abades y príncipes. Con el tiempo, para poder hacer frente a las nuevas necesidades de infraestructuras, propias del crecimiento de la ciudad como tal, se levantan edificios como el Almudín, el Hospital, la Colegiata, así como cinco nuevos conventos, todos ellos a lo largo del siglo XVII. En 1707 la ciudad es incendiada y destruida, y para más desgracia también sufrió un terremoto en 1748.
En 1709 Felipe V, autorizó que se procediera a su reedificación de la ciudad utilizando para ello planos ilustrados, en los que se trazaba una ciudad con tres calles rectas paralelas de este a oeste que enderezaban los ejes medievales y supusieron la destrucción del barrio del Mercado. Para completar la renovación total de la ciudad, el monarca decidió cambiar también su nombre por el de "Ciudad de San Felipe". El centro histórico de la ciudad actual es el resultado de esta reconstrucción que aprovechó elementos estructurales conservados de los asedios, incendios y terremoto anteriores, lo cual hizo que al final no se llevara a cabo al pie de la letra el proyecto de Macanaz y Montaigu.
De este modo llegamos al siglo XIX con una ciudad que mantiene los límites de la ciudad medieval. La guerras carlistas también provocaron cambios en Játiva, así, tras las mismas, se cierran los barrios de Barreras y el de San Juan. Más tarde, con la desamortización de Mendizábal se suprimen los conventos, siendo algunos demolidos y otros destinados a usos públicos y privados. En parte gracias a la desamortización y en parte por la evolución propia de la economía del país, en la segunda mitad del siglo XIX surge una nueva burguesía agraria que reclamaba nuevas vías de comunicación y mejores medios de transporte para facilitar el acceso de los productos agrícolas a los nuevos mercados. Este fenómeno coincide y a la vez favorece, la expansión del ferrocarril. Así Hacia mediados de siglo se crea el ferrocarril que unía Játiva con Valencia.
En 1874 se derriban las murallas, lo que permitió la urbanización de la Alameda que pasará a ser el eje de la ciudad a partir del cual se realizaran los ensanches. A comienzos del siglo XX la ciudad crece entre la Alameda y la estación de ferrocarril, pero el crecimiento se realiza de forma desordenada.
Respecto a la tipología de las casas, se pueden observar casas de jornaleros con planta baja, corral y una altura con parcelas estrechas y pequeñas, como en las calles de San José, San Cristóbal, Santa Gaieta, Blanca, Capuchinos, San Rafael, San Roque y en las transversales a estas. También hay viviendas de labradores (localizadas en los barrios del Mercado, Barreras y San Juan, concretamente en la plaza de San Pedro y las calles Benlloch, San Jaime y la Argentería), las cuales tienen una o dos andanas para almacén de cosechas y para crianza de gusanos de seda. Se localizan. Hay viviendas del barrio Ciudad (en las calles San Francisco, Encontrado, Roca, Correjería, Canónigo Cebrián, J. Castañeda, San Vicente, Bellver, Maluenda, Pí, etc), construidas por menestrales enriquecidos. Son edificios con la planta principal como vivienda, una andana y un patio en la tercera crujía. También hay palacios urbanos (entre las calles Santo Domingo, En Gai, Correjería, Moncada- con las casas de los señores de Diego, la de los Mahíques Sanz, los Marqueses de Montortal o los Ros de Ursino-, y algunos aislados en las calles De los santos, Tiendas, Roca, San Pedro, etc.), con semisótano, entresuelo, planta noble y andana, que utilizan sillares en las esquinas, tienen puertas blasonadas, la planta principal ancha con grandes vanos con antepechos corridos de forja, y generalmente presentan una galería de arcos en la parte superior. En el siglo XIX se construyeron casas todavía neoclásicas e historicistas como las casas Julbe y Fourrat en las calles del Canónigo Cebrián y la casa Olauier en la plaza de Santa Tecla. También hay algún ejemplo de casa modernista, como la casa Botella.